# 國立臺灣博物館古生物館
國立臺灣博物館古生物館，位於臺灣臺北市中正區，為國立臺灣博物館以勸業銀行舊廈空間活化，展示古生物。

## 展覽

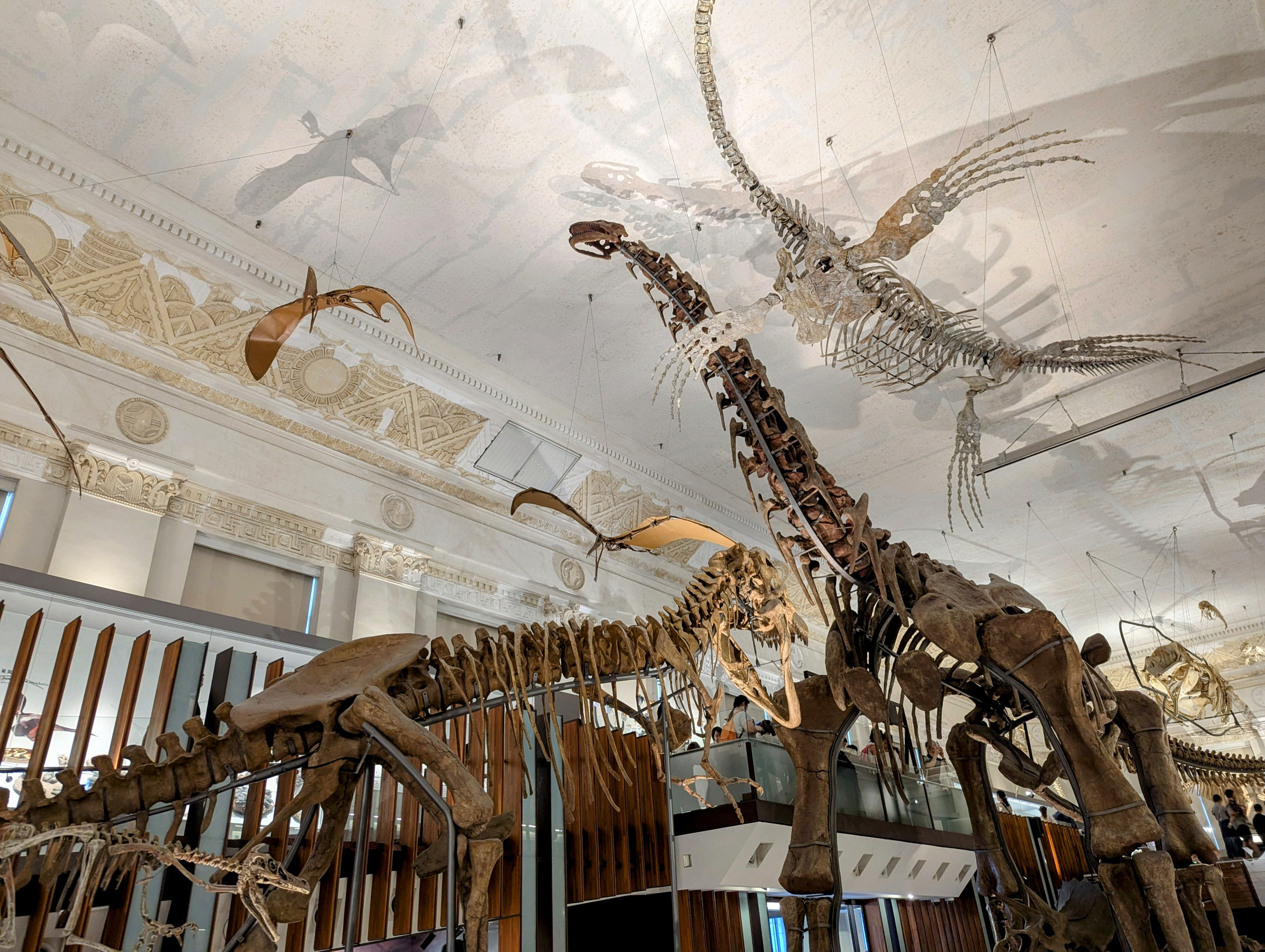
古生物展示

國立臺灣博物館將勸業銀行舊廈定位為探討古生物演化的自然史博物館，展示恐龍等古生物化石，如懷有身孕的胡氏貴州龍化石、內含胚胎的竊蛋龍蛋化石等。2010年2月11日正式開始營運。
活化空間的外觀上，在建物外八根列柱中懸掛透氣帆布條，以使來客可聯想到是博物館。入口設有六張長條型的臺灣檜木座椅，其由來是修復過程拆卸不堪使用舊木料，經過切割打磨清洗之後，製成的長條座椅椅面。門口處的宣傳單架子，是原先紅色花飾鐵欄杆所製成，但沒保留花飾。內部動線上是長達250公尺的動線，從大門進入後不直入大廳，先步行約80公尺經腊葉標本置物櫃與公共藝術服務台，輾轉進入寬大的展覽大廳，再走斜坡迴繞約170公尺的動線，沿著緩坡迴繞至二樓，來呈現漸進高度的視覺體驗。
展示內容規劃上，為呈現日本勸業銀行與土地銀行歷史展覽主題，以金庫為中心，從外串聯展區。同時也修復過程，將戰後時期新設的空間改造，在結構、規格、色溫與色調略微統合，凸顯歷史感。像是牆角保留修復時七層試剝的剝漆，可以清楚看見每一層痕跡，使新舊在同一空間呈現。觀眾若在大廳抬頭，可發現部分區域刻意保留未去漆的石膏飾版，搭配以上漆的石膏飾版、以及新製作的石膏飾版，讓三者差異並列。支店長室擺有從女廁移回的衣帽櫃、大廳的舊照片。至於中心的金庫，以黃色燈光、銅牆斑剝黃漆以及鋼製儲藏櫃架，營造金庫的基本空間狀態。金庫內部設安排九條8公尺的U型迴繞。讓來客來回浸潤在擺設展示物件與展覽故事中，達到認識此銀行歷史和體驗金庫封閉、安全、歷史感等多重效果。

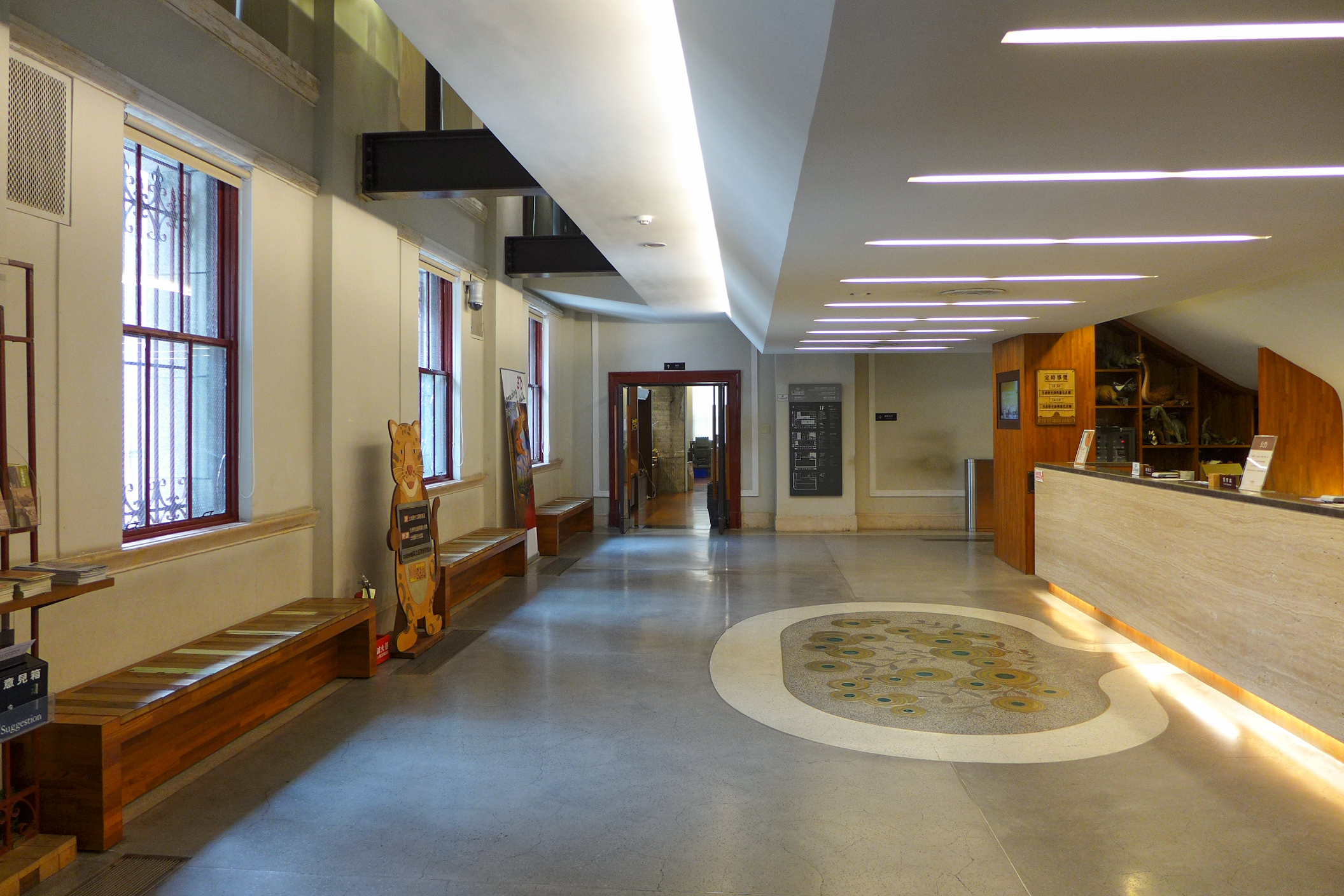
入口宣傳單架與臺灣檜木椅
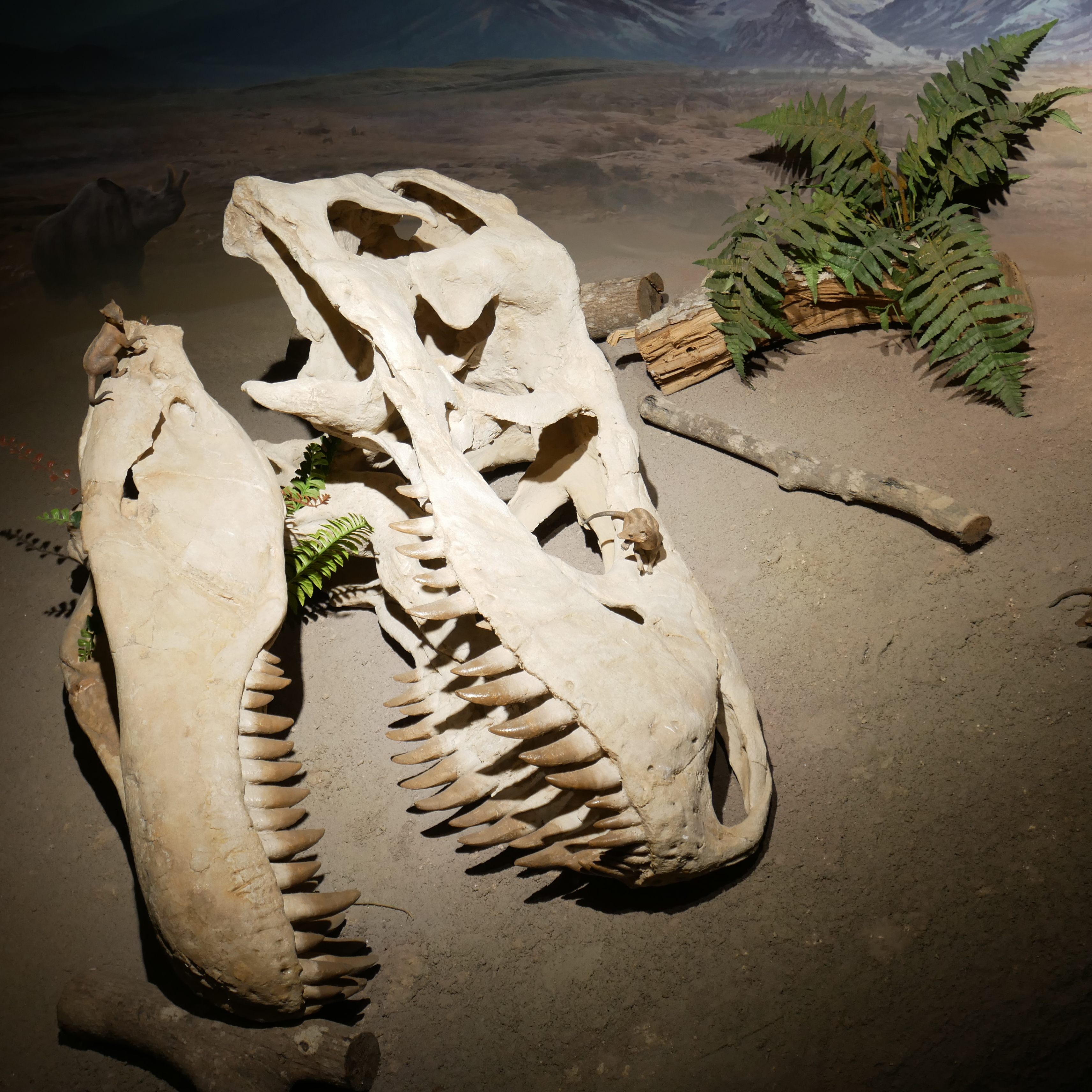
恐龍骨骼展示
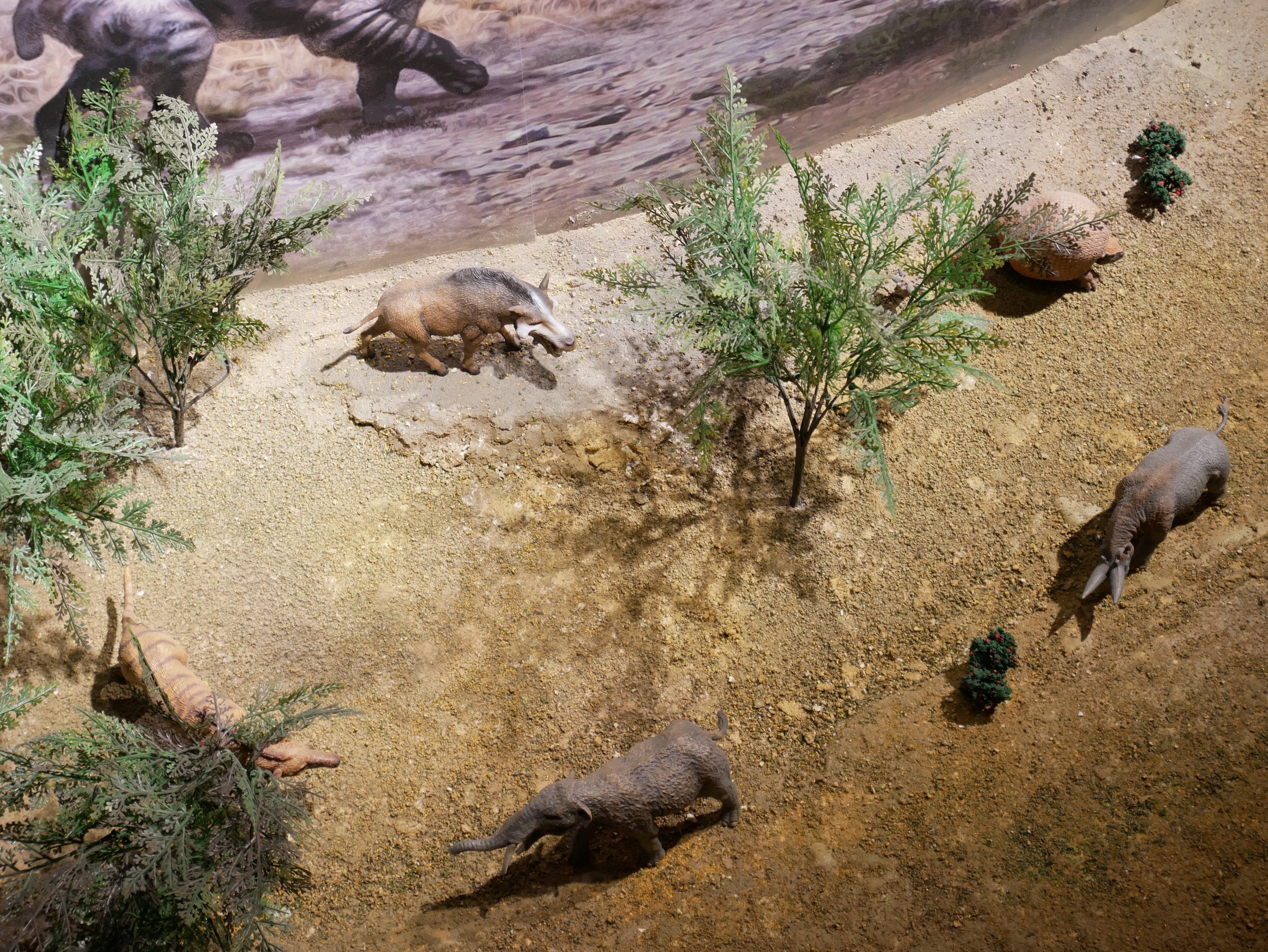
哺乳類生態模型
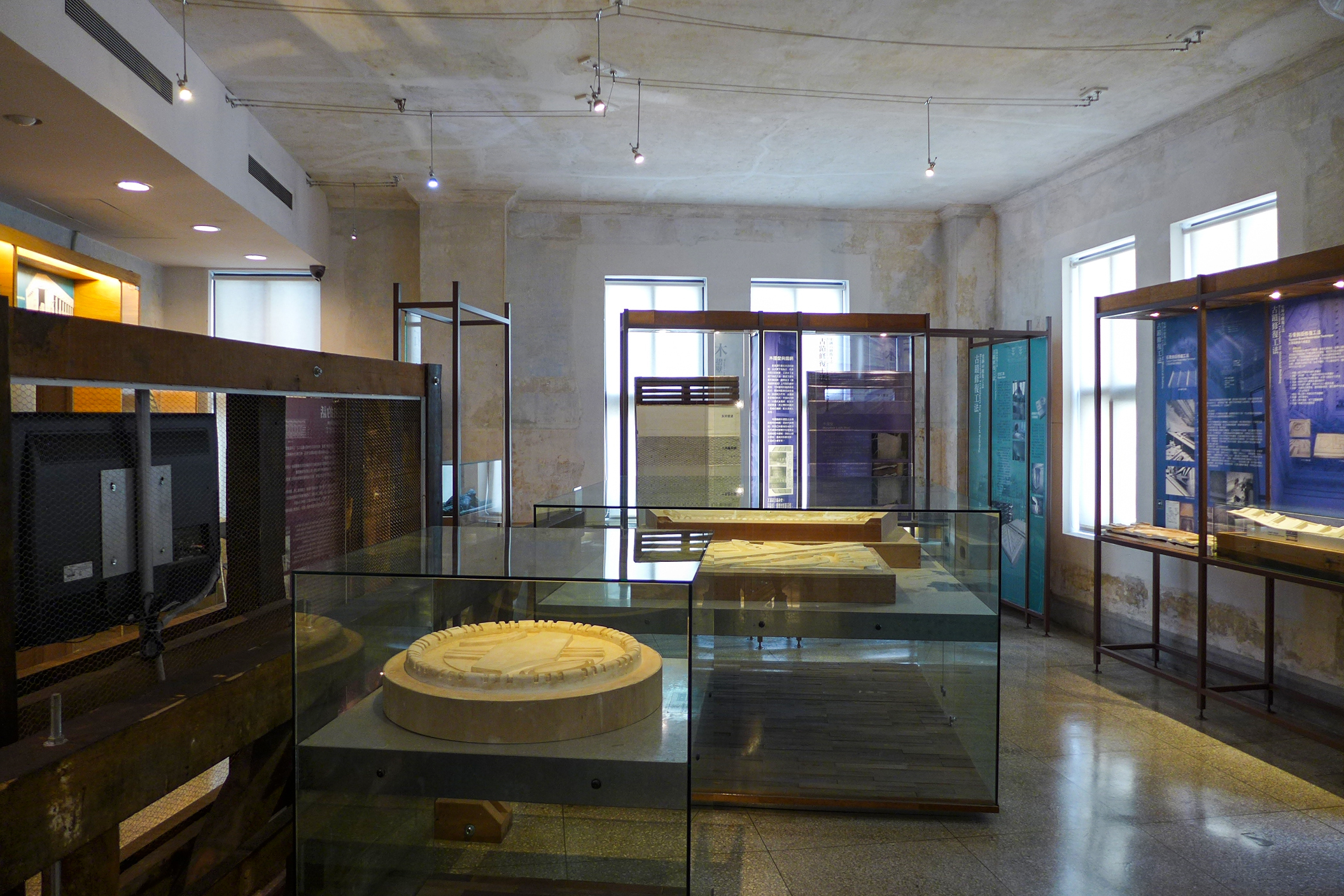
二樓展示區